# Teflon AF

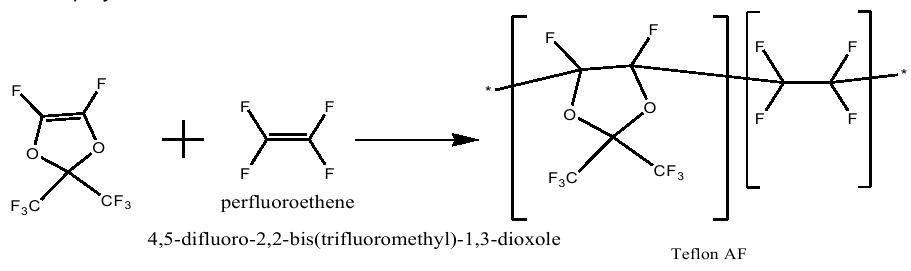
Unità monomera del Teflon AF.

Il Teflon AF è un marchio registrato di titolarità della società E.I. Du Pont De Nemours and Company per il copolimero di sua titolarità ottenuto da tetrafluoroetilene e 4,5-difluoro-2,2-bis(trifluorometil)-1,3-diossolo. Tra le sue proprietà salienti spiccano i valori estremamente bassi di costante dielettrica e indice di rifrazione.